# Liberum veto
Liberum veto (latinsko za "svobodna prepoved") je bilo parlamentarno sredstvo v poljsko-litovski Republiki obeh narodov in oblika pravila o soglasnem glasovanju, ki je kateremu koli članu Sejma (zakonodajnega telesa) omogočala, da takoj prekine trenutno sejo in razveljavi vse na seji že sprejete sklepe. Svoj veto je izrazil z vzklikoma  Sisto activitatem! (Ustavljam dejavnosti!) ali Nie pozwalam!  (Ne dovolim!). Pravilo je veljalo od sredine 17. stoletja do konca 18. stoletja v parlamentarnih razpravah Sejma.
Veto je temeljil na predpostavki, da morajo biti vsi poljski plemiči enaki, zato mora biti vsak ukrep, ki pride pred Sejm, sprejet soglasno. Liberum veto je bil ključni element političnega sistema Republike obeh narodov. Krepil je demokratične elemente in nadziral kraljevo oblast in bil v nasprotju z vseevropskim trendom močne izvršilne oblasti (absolutizem).
Številni zgodovinarji menijo, da je bil prav liberum veto glavni vzrok za poslabšanje političnega sistema Republike, zlasti v 18. stoletju, ko so tuje sile podkupovale  člane Sejma, da so ohromili njegovo delovanje. Poslabšanje razmer se je končalo z uničenjem Republike obeh narodov z delitvijo Poljske in tujo okupacijo. Piotr Stefan Wandycz je zapisal, da je "liberum veto postal zlovešč simbol stare poljske anarhije". V obdobju 1573–1763 je bilo okrog 150 zasedanj Sejma. Na približno tretjini zasedanj niso sprejeli nobenega sklepa, predvsem zaradi liberum veto.

## Izvor
Liberum veto se je razvil iz načela soglasja, ki je izhajalo iz načina odločanja v Kraljevini Poljski, in se nadaljevalo v federativni poljsko-litovski Republiki obeh narodov. Vsak poslanec je v Sejmu zastopal regijo, v kateri je bil izvoljen na Sejmiku, skupščini regije. Z izvolitvijo je nase prevzel vso odgovornost za vse sklepe Sejma. Ker so vsi plemiči veljali za enake, se je odločitev večine proti volji manjšine, četudi le enega sejmika,  štela za kršitev načela politične enakosti.
Poslance, ki se s sklepom niso strinjali, so sprva pogosto prepričali ali prestrašili, da so umaknili svoje ugovore. Razen tega se je pravilo sprva uporabljalo samo za razveljavitev posameznih zakonov in ne za razpustitev zasedanja in zavrženje vseh do veta sprejetih zakonov. Od sredine 17. stoletja dalje je ugovor poslanca ali senatorja v kateri koli točki sejmskega dnevnega reda samodejno povzročil zavrnitev vseh prej sprejetih zakonov, ker so vsi zakoni, obravnavani na posameznem zasedanju, tvorili celoto.
Običajno in zmotno se verjame, da je zasedanje Sejma z liberum veto prvi  prekinil  trakajski poslanec Vladislav Siciński leta 1652. Sicinski je v resnici dal veto samo na nadaljevanje razprav Sejma po zakonsko določenem roku. Na naslednjih nekaj zasedanjih Sejma je bil veto občasno še preglasovan, vendar je postopoma postajal vse bolj sprejet. Po manj kot dvajset letih je leta 1669 v Krakovu z liberum veto predčasno prekinil celotno zasedaja Sejma kijevski poslanec Adam Olizar. Praksa je kmalu zatem ušla nadzoru in leta 1688 je bil Sejm razpuščen, še preden so se postopki začeli oziroma je bil izvoljen maršal sejma.

## Zenit
Med vladanjem Jana III. Sobieskega (1674–1696) je kar polovico zasedanj Sejma prekinil veto. Praksa se je iz državnega Sejma razširila tudi na lokalne Sejmike. V prvi polovici 18. stoletja so prekinitve zasedanj postale vse pogostejše, ker so sosednje države, predvsem Rusija in Prusija, ugotovile, da je liberum veto koristno orodje za onemogočanje poskusov reform in krepitve Republike obeh narodov. S podkupovanjem poslancev so poljsko-litovske sosede lahko izničile vse ukrepe, ki jim niso všeč.
Republika obeh narodov je iz evropske velesile prešla v stanje anarhije. Med vladavino Saške na Poljskem (1696–1763) se je sestalo le nekaj Sejmov, zadnji leta 1736. Med vladavino Avgusta II. Močnega (1697–1733) je bil kakšen zakon spret samo na 8 zasedanjih od 18. V obdobju Avgusta III. je bil lahko v trideset letih (1734–1763) kakšen zakon sprejet na samo enem zasedanju.  Vlada je bila blizu zloma. Pojavil se je izraz "poljska anarhija", državo pa so upravljali deželni zbori in magnati.
Motnje v upravljanju Republike obeh narodov, ki jih je povzročil liberum veto, so bile zelo pomembne. Od leta 1573 do 1763 je bilo približno 150 zasedanj Sejma, od katerih se na 53 zasedanjih ni sprejel noben zakon. Zgodovinar Jacek Jędruch je ugotovil, da je 32 od 53 zasedanj Sejma  prekinil liberum veto.

## Zadnja leta
V 18. stoletju se je razvila institucija, znana kot "Konfederalni sejm", ki je deloval po pravilih konfederacije. Njegov glavni namen je bil preprečiti motnje zaradi liberum veto, ki je hromil državni Sejma Ob nekaterih priložnostih je bil konfederalni Sejm sestavljen iz celotnega članstva nacionalnega Vejma, vendar liberum veto ni bil mogoč.
V drugi polovici 18. stoletja, ki jo  je zaznamovalo razsvetljenstvo, so se začele večati težnje za reformiranje neučinkovitega upravljanja Republike obeh narodov. Reforme v letih 1764–1766 so izboljšale uinkovitost Sejma. Za nebistvene točke, vključno z večino gospodarskih in davčnih zadev, je bilo uvedeno večinsko glasovanje, pri čemer so bila zavezujoča navodila sejmikov prepovedana. Pot do reforme ni bila lahka, saj so konzervativci ob podpori tujih sil nasprotovali večini sprememb in poskušali obraniti liberum veto in druge elemente, ki so ohranjali neučinkovito upravljanje, predvsem s Kardinalnimi zakoni iz leta 1768.
Liberum veto je dokončno odpravila ustava, sprejeta 3. maja 1791. Sprejel jo je Konfederalni sejm in je za vedno uveljavila načelo večine. Dosežke te ustave, ki jo je zgodovinar Norman Davies imenoval "prva ustava te vrste v Evropi", je izničil drug konfederacijski sejm, ki se je sestal v Grodnu leta 1793. Ta Sejm je pod pritiskom Rusije in Prusije ratificiral drugo delitev Poljske, ki je predvidevala tretjo delitev Poljske. Slednja je pomenila dokončno izginotje poljsko-litovske Republike obeh narodov samo dve leti pozneje.

## Ocene
Harvardski politolog Grzegorz Ekiert  v oceni zgodovine liberum veta na Poljskem, zaključuje: 
"Načelo liberum veto je ohranjalo fevdalne značilnosti poljskega političnega sistema, oslabilo vlogo monarhije, povzročilo anarhijo v političnem življenju ter prispevalo k gospodarskemu in političnemu zatonu poljske države. Takšna situacija je državo naredila ranljivo za tuje vdore in na koncu pripeljala do njenega propada."
Politolog Dalibor Roháč je opozoril, da je 
"načelo liberum veto igralo pomembno vlogo pri [nastanku] edinstvene poljske oblike konstitucionalizma, delovalo kot pomembna omejitev pristojnosti monarha in ustvarilo državo z vladavino prava, versko strpnostjo in omejeno ustavno vlado v času, ko sta preostalo Evropo uničevala versko sovraštvo in despotizem".
Veljalo je za eno ključnih načel političnega sistema in kulture Republike obeh narodov.
Zgodovinarji istočasno menijo, da je bilo načelo liberum veto glavni vzrok za poslabšanje političnega sistema in končni propad Republike obeh narodov. Poslanci, ki so jih podkupili magnati ali tuje sile ali pa so bili preprosto zadovoljni z prepričanjem, da živijo v nekakšni "zlati dobi", so več kot stoletje hromili vlado Republike obeh narodov in zaustavili vse poskuse reform. Piotr Stefan Wandycz je zapisal, da je "liberum veto postal zlovešč simbol stare poljske anarhije",  Wagner pa, da "ni bilo nobene druge institucije stare Poljske, ki bi bila v novejšem času tako ostro kritizirana kot ravno ta".

## Opomba
1. ↑  Latinska beseda veto je izvorno glagol, ki pomeni "prepovedujem" ali "protestiram". V rimskih časih so besedo razen njene običanje rabe uporabljali tudi ljudski tribuni kot medklic, s katerim so protestirali proti kakršnim koli ukrepom rimskega senata ali magistratov. Beseda je sčasoma postala standarden medklic.